# Steve McQueen (réalisateur)
Pour les articles homonymes, voir McQueen et Steve McQueen (homonymie).
Steven Rodney « Steve » McQueen, né le 9 octobre 1969 à Londres, est un artiste contemporain et réalisateur britannique.
Il remporte le prix Turner de la Tate Britain en 1999. Son premier long métrage, Hunger, obtient la Caméra d'or au Festival de Cannes 2008 et le BAFTA Award du meilleur espoir britannique en 2009. Twelve Years a Slave, son troisième long métrage, remporte en 2014 l'Oscar du meilleur film lors de la 86e cérémonie des Oscars, ainsi que de nombreuses autres récompenses.

## Biographie
Steve McQueen étudie au Chelsea College of Art and Design et à Goldsmiths, University of London.
Premier film marquant de l'artiste, le court métrage Bear est présenté au Royal College of Art de Londres en 1993. C'est une œuvre d'art contemporain ambiguë ouvertement politique questionnant les thèmes liés à la race, l'homosexualité et la violence. Tourné en pellicule noir et blanc 16 mm et d'une durée de 10 minutes et 35 secondes, il présente un match de lutte entre deux hommes alternant gestuelles agressives et attraction érotique. McQueen interprète lui-même un des lutteurs. Formellement, cette œuvre rompt avec le langage cinématographique traditionnel en ayant pour premier plan le plan serré d’une épaule, puis en rendant le corps des lutteurs proche de l'abstraction.
En 2003, la maison de production Film4 l'engage pour réaliser un film au moment où l'Imperial War Museum le nomme artiste de guerre du conflit en Irak. Pour Film4, il réalise Hunger, sorti en 2008. En parallèle, il se rend en Irak en 2006 où il dit constater l'impossibilité de filmer le conflit. Il décide alors de réaliser une exposition montrant les portraits, sous forme de planches de timbres, de 155 soldats morts au combat. Intitulée Queen and Country, l'exposition est inaugurée en 2007 à la Manchester Central Library puis devient itinérante jusqu'en 2010.
En 2009, Steve McQueen est sélectionné pour représenter le Royaume-Uni à la 53e Biennale de Venise. Il y présente son court métrage Giardini — un autre court, Gravesend, avait été présenté en avant-première lors de la 52e Biennale en 2007.
Il est ensuite promu commandeur de l'ordre de l'Empire britannique pour services rendus aux arts visuels le 31 décembre 2010.
En 2013, il réalise le long métrage Twelve Years a Slave qui remporte l'Oscar du meilleur film lors de la cérémonie des Oscars 2014.
L'année suivante, il reçoit de l'Académie européenne du cinéma l'Achievement in World Cinema Award lors de la 27e cérémonie des European Film Awards.
En 2015, il réalise le vidéoclip de Kanye West pour son titre All Day, d'une durée de neuf minutes en une seule prise. Le clip est diffusé en exclusivité à la fondation Louis-Vuitton et au musée d'Art du comté de Los Angeles durant quatre jours.
En 2024, il est lauréat d'un prix Schock dans la catégorie « arts visuels ».

## Filmographie

### Cinéma

#### Longs métrages
- 2008 : Hunger
- 2011 : Shame
- 2013 : Twelve Years a Slave
- 2018 : Les Veuves (Widows)
- 2020 : Rouge, blanc et bleu (Red, White and Blue, premier volet de sa mini-série Small Axe)
- 2023 : Occupied City (documentaire)
- 2024 : Blitz

#### Courts métrages
- 1993 : Bear
- 1995 : Five Easy Pieces
- 1996 : Just Above My Head
- 1996 : Stage
- 1997 : Exodus
- 1997 : Deadpan
- 1997 : Catch
- 1998 : Drumroll
- 1999 : Prey
- 2000 : Cold Breath
- 2001 : 7th Nov.
- 2001 : Girls, Tricky
- 2001 : Illuminer
- 2002 : Western Deep
- 2002 : Carib's Leap
- 2004 : Charlotte
- 2005 : Pursuit
- 2007 : Gravesend
- 2007 : Running Thunder
- 2007 : Unexploded
- 2008 : Rayners Lane
- 2009 : Static
- 2009 : Giardini
- 2014 : Ashes (Arsenale, Biennale de Venise)
- 2016 : Mr. Burberry
- 2023 : Grenfell

### Télévision
- 2016 : Codes of Conduct (série télévisée), épisode Pilote
- 2020 : Small Axe (mini-série)
- 2021 : Uprising (mini-série)

### Clip
- 2015 : All Day / I Feel Like That de Kanye West

### Film publicitaire
- 2018 : Bleu de Chanel : The Film avec Gaspard Ulliel

## Distinctions
- Knight Bachelor

### Récompenses
- Hunger

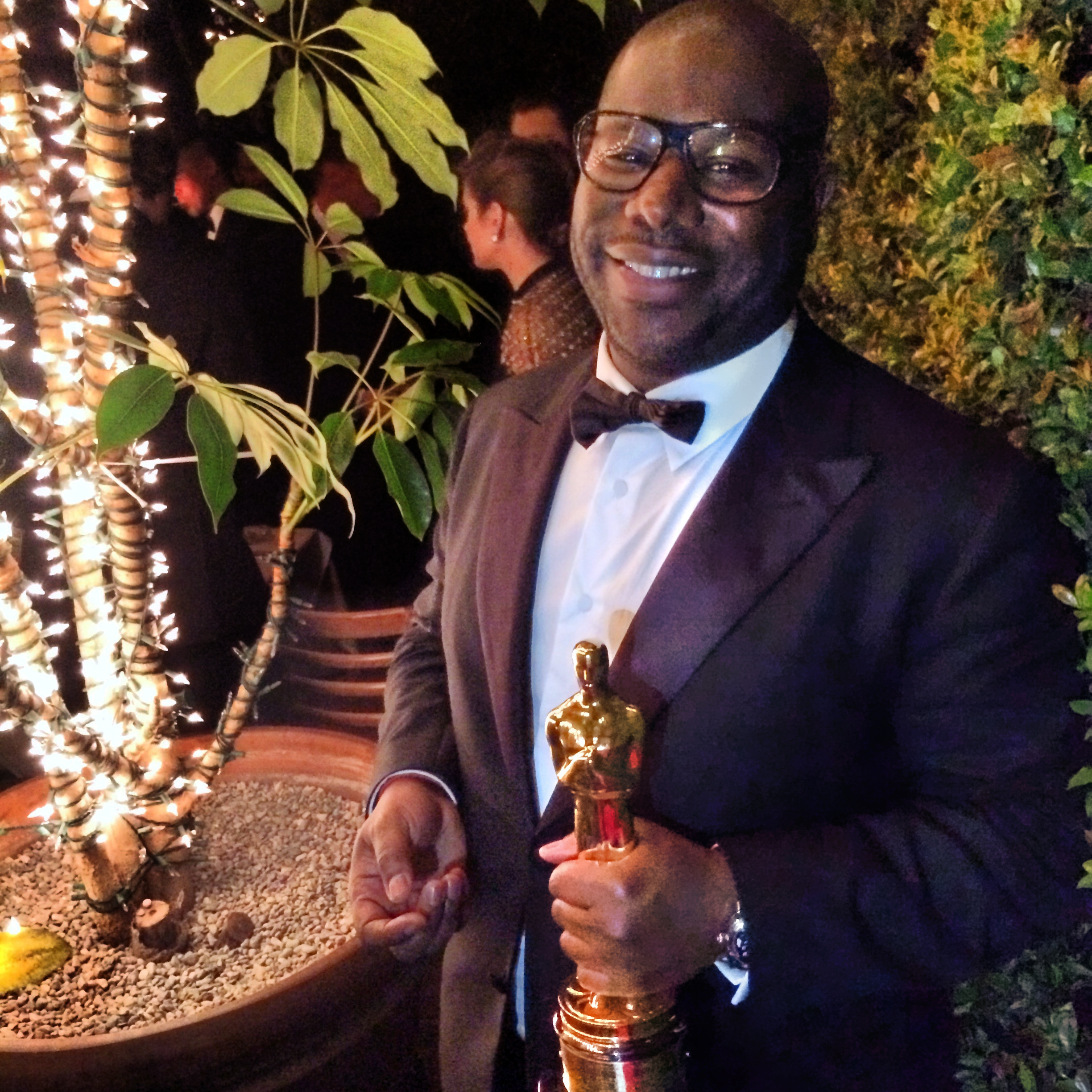
Le réalisateur avec son Oscar du meilleur film, en mars 2014.

  - Festival de Cannes 2008 : Caméra d'or
- Twelve Years a Slave
  - New York Film Critics Circle Awards 2013 : meilleur réalisateur
  - Boston Online Film Critics Association Awards 2013 : meilleur réalisateur
  - St. Louis Film Critics Association Awards 2013 : meilleur réalisateur
  - Africain-American Film Critics Association Awards 2013 : meilleur réalisateur
  - Chicago Film Critics Association Awards 2013 : meilleur réalisateur
  - Indiana Film Journalists Association Awards 2013 : meilleur réalisateur
  - Black Film Critics Circle Awards 2013 : meilleur réalisateur
  - EDA Awards 2013 : meilleur réalisateur
  - Florida Film Critics Circle Awards 2013 : meilleur réalisateur
  - Kansas City Film Critics Circle Awards 2013 : meilleur réalisateur
  - Southeastern Film Critics Association Awards 2013 : meilleur réalisateur
  - Village Voice Film Poll 2013 : meilleur réalisateur
  - NAACP Image Awards 2014 : meilleur réalisateur
  - Satellite Awards 2014 : Meilleur réalisateur
  - Festival international du film de Palm Springs 2014 : Director of the Year Award
  - Oscars 2014 : Meilleur film
  - Independent Spirit Awards 2014 : meilleur réalisateur